# Ларкин, Лоренз
Ло́ренз Ла́ркин (англ. Lorenz Larkin; род. 3 сентября 1986, Риверсайд) — американский боец смешанного стиля, представитель средней, полусредней и полутяжёлой весовых категорий. Выступает на профессиональном уровне начиная с 2009 года, известен по участию в турнирах таких бойцовских организаций как UFC, Bellator, Strikeforce и др. Был претендентом на титул чемпиона Bellator в полусреднем весе, владел титулом чемпиона MEZ Sports в полутяжёлой весовой категории.

## Биография
Лоренз Ларкин родился 3 сентября 1986 года в Риверсайде, штат Калифорния. Рос в многодетной семье, у него было восемь братьев и сестёр. В детстве серьёзно занимался в боксом, играл в футбол, однако больших достижений в этих видах спорта не добился. Он считал себя слишком маленьким для выступлений в профессиональном боксе в тяжёлой весовой категории, поэтому впоследствии переключился на кикбоксинг, бразильское джиу-джитсу и кунг-фу. В конечном счёте увлечение единоборствами привело его в ММА.
Прежде чем перейти в профессионалы, в течение некоторого времени выступал в любителях. Так, выиграл пять поединков по боксу и десять в смешанных единоборствах, не потерпев при этом ни одного поражения. По любителям выигрывал у достаточно известного бойца-тяжеловеса Уолта Харриса.

### Начало профессиональной карьеры
Дебютировал в смешанных единоборствах на профессиональном уровне в августе 2009 года, отправив своего соперника в нокаут за 40 секунд. Дрался преимущественно на территории штата Калифорния в различных местных небольших промоушенах, таких как Chaos in the Cage, Respect in the Cage, Champion Promotions — неизменно выходил из всех поединков победителем.
Начиная с 2010 года часто выступал в организации MEZ Sports, где в общей сложности одержал четыре победы и завоевал титул чемпиона в полутяжёлой весовой категории.

### Strikeforce
Имея в послужном списке девять побед и ни одного поражения, Ларкин привлёк к себе внимание крупной американской организации Strikeforce и в апреле 2011 года на коротком уведомлении провёл здесь дебютный поединок, заменив травмировавшегося Сатоси Исии в бою с кикбоксером Скоттом Лайтли. Он узнал об этом поединке всего за неделю до его начала и не имел возможности нормально подготовиться, но впечатляюще выиграл техническим нокаутом во втором раунде, не получив практически никаких повреждений.
Далее последовали победы единогласными решениями в боях с Джаном Вилланте и Ником Россборо.
В январе 2012 года Ларкин встретился в клетке с Мухаммедом Лавалем и во втором раунде в результате серии пропущенных ударов оказался в нокауте, потерпев таким образом первое поражение в профессиональной карьере. Тем не менее, позже выяснилось, что Ловаль провалил допинг-тест, в его пробе были обнаружены следы анаболического стероида дростанолона, и в итоге результат боя был отменён.
После этого поражения Лоренз Ларкин спустился в среднюю весовую категорию и вышел на бой против хорошего ударника Робби Лоулера, выиграв у него единогласным решением.
Руководством Strikeforce планировался чемпионский бой между Ларкином и Люком Рокхолдом, но встреча между ними дважды срывалась: сначала из-за отмены всего турнира, затем из-за травмы Рокхолда. Рассматривалась возможность поединка против бразильца Роналду Соузы, но и этим планам не было суждено осуществиться, так как к тому моменту Strikeforce уже прекратил своё существование, а все сильнейшие бойцы перешли оттуда в более крупную организацию Ultimate Fighting Championship, в их числе и Ларкин.

### Ultimate Fighting Championship
Первый поединок в октагоне UFC провёл в апреле 2013 года, в довольно близком бою единогласным решением судей уступил Франсису Кармону. Решение вызвало споры, многие авторитетные обозреватели в своих репортажах сочли победителем Ларкина. Позже Ларкин реабилитировался перед болельщиками и уже уверенным единогласным решением одолел Криса Камоцци.
2014 год оказался для него неудачным в плане спортивных результатов, последовали поражения от Брэда Тавареса, Костаса Филиппу и Дерека Брансона.
Для следующего боя, в январе 2015 года против Джона Говарда, Ларкин ещё сбросил вес до полусредней категории, и это принесло определённые плоды — он выиграл техническим нокаутом в первом же раунде, получив бонус за лучшее выступление вечера. Позднее в том же году поверг аргентинца Сантьяго Понциниббио, удостоившись приза за лучший бой вечера.
В 2016 году провёл в UFC ещё три боя, раздельным решением судей уступил россиянину Альберту Туменову, но взял верх раздельным решением над Хорхе Масвидалем и техническим нокаутом над Нилом Магни.

### Bellator MMA
По окончании контракта с UFC в 2017 году Лоренз Ларкин перешёл в другую крупную американскую организацию Bellator MMA и сразу же стал претендентом на титул чемпиона в полусреднем весе. Однако одолеть действующего чемпиона бразильца Дугласа Лиму не смог, чемпионский бой между ними продлился все отведённые пять раундов, и в итоге судьи единогласно отдали победу Лиме.
Во втором поединке в Bellator встретился с опытным английским ударником Полом Дейли. Несмотря на весьма успешный первый раунд, во втором пропустил несколько точных ударов и оказался в тяжёлом нокауте, из-за которого медицинская комиссия запретила ему заниматься какой-либо бойцовской деятельностью в течение 45 дней.

## Статистика в профессиональном ММА
| Боёв 30         | Побед 22 | Поражений 7 |
| --------------- | -------- | ----------- |
| Нокаутом        | 11       | 2           |
| Решением        | 11       | 5           |
| Не состоявшихся | 1        | 1           |

| Результат    | Рекорд   | Соперник             | Способ                 | Турнир                                          | Дата             | Раунд | Время | Место                | Примечание                                              |
| ------------ | -------- | -------------------- | ---------------------- | ----------------------------------------------- | ---------------- | ----- | ----- | -------------------- | ------------------------------------------------------- |
| Победа       | 22-7 (1) | Кэйта Накамура       | Единогласное решение   | Bellator & Rizin: Japan                         | 29 декабря 2019  | 3     | 5:00  | Сайтама, Япония      | Бой в промежуточном весе 78,7 кг; Ларкин не сделал вес. |
| Победа       | 21-7 (1) | Андрей Корешков      | Раздельное решение     | Bellator 229                                    | 4 октября 2019   | 3     | 5:00  | Темекьюла, США       |                                                         |
| Победа       | 20-7 (1) | Ион Паску            | Единогласное решение   | Bellator 207                                    | 12 октября 2018  | 3     | 5:00  | Анкасвилл, США       |                                                         |
| Победа       | 19-7 (1) | Фернандо Гонсалес    | Единогласное решение   | Bellator 193                                    | 26 января 2018   | 3     | 5:00  | Темекьюла, США       |                                                         |
| Поражение    | 18-7 (1) | Пол Дейли            | KO (удары руками)      | Bellator 183                                    | 24 сентября 2017 | 2     | 2:40  | Сан-Хосе, США        |                                                         |
| Поражение    | 18-6 (1) | Дуглас Лима          | Единогласное решение   | Bellator 180                                    | 24 июня 2017     | 5     | 5:00  | Нью-Йорк, США        | Бой за титул чемпиона Bellator в полусреднем весе.      |
| Победа       | 18-5 (1) | Нил Магни            | TKO (удары локтями)    | UFC 202                                         | 20 августа 2016  | 1     | 4:08  | Лас-Вегас, США       |                                                         |
| Победа       | 17-5 (1) | Хорхе Масвидаль      | Раздельное решение     | UFC Fight Night: Almeida vs. Garbrandt          | 29 мая 2016      | 3     | 5:00  | Лас-Вегас, США       |                                                         |
| Поражение    | 16-5 (1) | Альберт Туменов      | Раздельное решение     | UFC 195                                         | 2 января 2016    | 3     | 5:00  | Лас-Вегас, США       |                                                         |
| Победа       | 16-4 (1) | Сантьяго Понциниббио | TKO (удары руками)     | UFC Fight Night: Machida vs. Romero             | 27 июня 2015     | 2     | 3:07  | Холливуд, США        | Бой вечера.                                             |
| Победа       | 15-4 (1) | Джон Говард          | TKO (удары руками)     | UFC Fight Night: McGregor vs. Siver             | 18 января 2015   | 1     | 2:17  | Бостон, США          | Дебют в полусреднем весе. Выступление вечера.           |
| Поражение    | 14-4 (1) | Дерек Брансон        | Единогласное решение   | UFC 177                                         | 30 августа 2014  | 3     | 5:00  | Сакраменто, США      |                                                         |
| Поражение    | 14-3 (1) | Костас Филиппу       | KO (удары руками)      | UFC Fight Night: Brown vs. Silva                | 10 мая 2014      | 1     | 3:47  | Цинциннати, США      |                                                         |
| Поражение    | 14-2 (1) | Брэд Таварес         | Единогласное решение   | UFC Fight Night: Rockhold vs. Philippou         | 15 января 2014   | 3     | 5:00  | Дулут, Джорджия, США |                                                         |
| Победа       | 14-1 (1) | Крис Камоцци         | Единогласное решение   | UFC: Fight for the Troops 3                     | 6 ноября 2013    | 3     | 5:00  | Форт-Кемпбелл, США   |                                                         |
| Поражение    | 13-1 (1) | Франсис Кармон       | Единогласное решение   | UFC on Fox: Henderson vs. Melendez              | 20 апреля 2013   | 3     | 5:00  | Сан-Хосе, США        |                                                         |
| Победа       | 13-0 (1) | Робби Лоулер         | Единогласное решение   | Strikeforce: Rockhold vs. Kennedy               | 14 июля 2012     | 3     | 5:00  | Портленд, США        | Бой в среднем весе.                                     |
| Не состоялся | 12-0 (1) | Мухаммед Лаваль      | NC (результат отменён) | Strikeforce: Rockhold vs. Jardine               | 7 января 2012    | 2     | 1:32  | Лас-Вегас, США       | Лаваль выиграл нокаутом, но провалил допинг-тест.       |
| Победа       | 12-0     | Ник Россборо         | Единогласное решение   | Strikeforce Challengers: Larkin vs. Rossborough | 23 сентября 2011 | 3     | 5:00  | Лас-Вегас, США       |                                                         |
| Победа       | 11-0     | Джан Вилланте        | Единогласное решение   | Strikeforce Challengers: Fodor vs. Terry        | 24 июня 2011     | 3     | 5:00  | Кент, США            |                                                         |
| Победа       | 10-0     | Скотт Лайти          | TKO (удары руками)     | Strikeforce Challengers: Wilcox vs. Damm        | 1 апреля 2011    | 2     | 3:15  | Стоктон, США         |                                                         |
| Победа       | 9-0      | Майк Кук             | TKO (удары руками)     | MEZ Sports: Pandemonium 4                       | 25 февраля 2011  | 2     | 3:32  | Риверсайд, США       | Нетитульный бой.                                        |
| Победа       | 8-0      | Эктор Карильо        | KO (удары)             | MEZ Sports: Pandemonium 3                       | 19 ноября 2010   | 1     | 2:57  | Лос-Анджелес, США    | Выиграл титул чемпиона MEZ Sports в полутяжёлом весе.   |
| Победа       | 7-0      | Рик Слэтон           | KO (удары руками)      | MEZ Sports: Pandemonium 2                       | 11 сентября 2010 | 1     | 1:06  | Риверсайд, США       |                                                         |
| Победа       | 6-0      | Жоан Ассис           | KO (слэм)              | Respect in the Cage                             | 24 июля 2010     | 1     | 1:43  | Холливуд, США        |                                                         |
| Победа       | 5-0      | Скотт Карсон         | KO (удары руками)      | MEZ Sports: Pandemonium at the Palladium        | 12 июня 2010     | 1     | 2:54  | Лос-Анджелес, США    |                                                         |
| Победа       | 4-0      | Рик Гайллен          | KO (удары руками)      | Champion Promotions: Clash of the Gladiators 2  | 8 мая 2010       | 1     | 2:30  | Палм-Спрингс, США    |                                                         |
| Победа       | 3-0      | Михал Кларк          | Раздельное решение     | Respect in the Cage 4                           | 17 апреля 2010   | 3     | 5:00  | Помона, США          |                                                         |
| Победа       | 2-0      | Джованни Саран       | Единогласное решение   | Chaos in the Cage 6                             | 27 февраля 2010  | 3     | 5:00  | Ланкастер, США       |                                                         |
| Победа       | 1-0      | Латиф Уильямс        | KO (удар локтем)       | Fist Series: SummerFist III                     | 15 августа 2009  | 1     | 0:40  | Ирвайн, США          |                                                         |